# تنها راه (فیلم ۱۹۵۶)
«تنها راه» (هندی: एक ही रास्ता) فیلمی هندی در سبک درام است که در سال ۱۹۵۶ منتشر شد. از بازیگران آن می‌توان به آشوک کومار، مینا کوماری و سونیل دات اشاره کرد.